# 오이소슈쿠

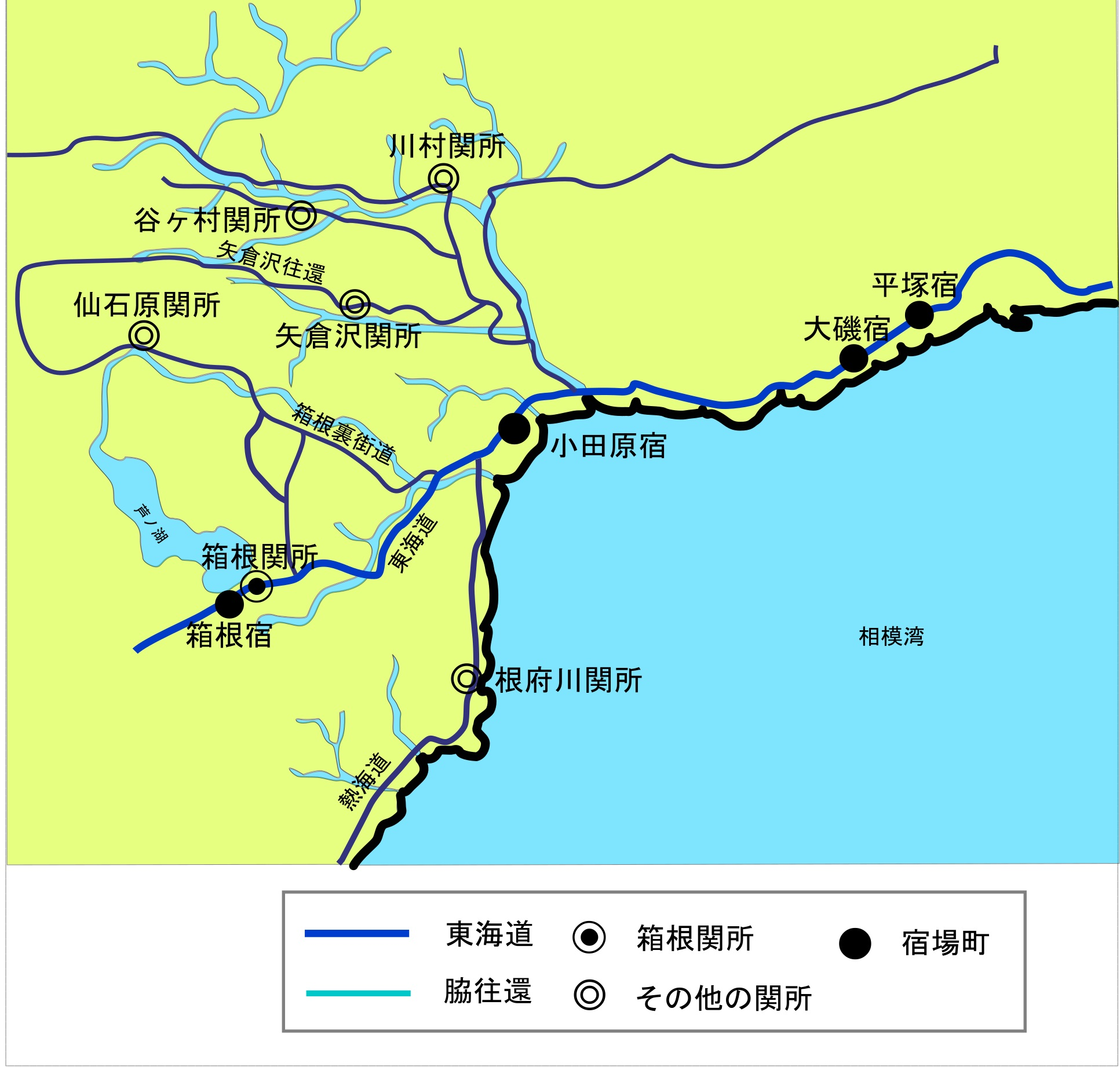
오이소슈쿠와 도카이도

오이소슈쿠(일본어: 大磯宿)란 일본 도카이도 오십삼차의 8번째 슈쿠바를 말한다. 현재의 가나가와현 나카 군 오이소정에 있었다.

## 인접 역
- 도카이도 본선 오이소역